# Halichoeres salmofasciatus
Espèce
Halichoeres salmofasciatus est une espèce de poisson osseux de la famille des Labridae endémique du Costa Rica. Il peut atteindre une longueur maximale de 6,3 cm.